# Louis de Coninck
Louis de Coninck (født 24. februar 1788 i København, død 28. januar 1840 sammesteds) var en dansk søofficer.

## Karriere
Han var søn af etatsråd Frédéric de Coninck. 1800 blev han optaget som kadet i i Søetaten. 1804 udnævntes han til sekondløjtnant, 1809 til premierløjtnant, 1815 til kaptajnløjtnant, 1825 til kaptajn og 1838 til kommandørkaptajn. Under krigen med England havde hans fader købt et mindre fartøj i Kiel; dette indrettedes til krigsbrug, og de Coninck fik kommandoen over det 1807 med station i Smålandsvandet, hvor han i juni samme år deltog i erobringen af den engelske orlogsbrig The Tickler. Fjenden hævnede sig dog en uge senere, idet han, medens de Coninck var gået til Nakskov for at efterse sin kanonbåd, erobrede hans sekundants, månedsløjtnant Groths. Groth blev stillet for en krigsret og afskediget for forsømmelighed. Af andre kommandoer kan nævnes, at de Coninck i 1823 og 1824 var chef for vagtskibet ved Altona og i 1835 for fregatten Bellona på togt i Middelhavet, hvorfra han hjemførte en del af Thorvaldsens arbejder. 8. marts 1835 blev han Ridder af Dannebrog.

## Forfatter
De Coninck er flere gange optrådt som forfatter; fra 1827-39 var han redaktør og udgiver af Arkiv for Søvæsen, først sammen med kommandør Peter Urban Bruun, senere med den daværende kommandør Hans Dahlerup. 1835 erholdt han Videnskabernes Selskabs sølvmedalje for en afhandling (Om Clinometret og dets Nytte) om det af ham opfundne klinometer, der indførtes i Marinen og senere efter nogle rejser, han foretog til Frankrig og England, også i disse landes orlogsflåder. En tid lang ejede han Dalsgård ved Furesøen; en ejendom i København, der ligeledes ejedes af ham, måtte han afgive til en af sine kammerater, hvis handlemåde ved denne lejlighed var alt andet end hæderlig.
Rimeligvis som følge af et fald på værftet pådrog han sig en rygmarvstæring, der efter nogle tunge, lidelsesfulde år lagde ham i graven i en forholdsvis ung alder, kun 52 år gammel. Han døde 28. januar 1840. De Coninck var gift med Marie Kirstine f. Herløw (1788 – 26. december 1842), datter af stadsmægler H.J. Herløw og Martine Vilhelmine f. Westmann.
Han er begravet på Assistens Kirkegård.